# Sadik Mujkič
Sadik Mujkič   (Jesenice, 29 de febrer de 1968) és un remer eslovè, ja retirat, que va competir durant les dècades de 1980 i 1990.
El 1988 va prendre part en els Jocs Olímpics d'Estiu de Seül, on representant Iugoslàvia, guanyà la medalla de bronze en la prova del dos sense timoner del programa de rem. Quatre anys més tard, als Jocs de Barcelona, representant Eslovènia, guanyà una nova medalla de bronze en la prova del quatre sense timoner. En aquesta mateixa prova fou quart als Jocs de 1996.